# 303-as busz
A 303-as számú elővárosi autóbusz a 300-as busz betétjárata. Csak munkanapokon este közlekedik kizárólag Budapestről Dunakeszire. Feladata a Dunakeszi Barátság úti lakótelep és Újpest között a 300-as busz utasterhelésének csökkentése. A járat a BB szakaszhatárig a Budapest Bérlettel igénybe vehető.
2009. június 16-án Dunakeszi térségében is bevezették a budapesti agglomerációs forgalmi térségben alkalmazott egységes járatszámozásos rendszert. A 303-as járat korábban a 2005-ös járatba volt integrálva, most viszont egyedi jelzésként a 303-ast kapta.

## Megállóhelyei
| 0                                       | Budapest, Újpest-Városkapu (XIII. kerület) végállomás | |
| 2                                       | Budapest, Károlyi István utca                         | 104, 104A, 196, 204 300, 301, 302, 305, 306, 308, 309, 310, 311, 312                                   |
| 3                                       | Budapest, Zsilip utca                                 | 104, 104A, 196, 204 300, 301, 302, 305, 306, 308, 309, 310, 311, 312                                   |
| 5                                       | Budapest, Tungsram                                    | 96, 104, 104A, 204 300, 301, 302, 305, 306, 308, 309, 310, 311, 312, 872, 880, 882, 884, 889, 890, 893 |
| 7                                       | Budapest, Fóti út                                     | 96, 104, 104A, 204 300, 301, 302, 305, 306, 308, 309, 310, 311, 312, 872, 880, 882, 884, 889, 890, 893 |
| 8                                       | Budapest, Ungvári utca                                | 104, 104A, 204 300, 301, 302, 305, 306, 308, 309, 310, 311, 312                                        |
| 9                                       | Budapest, Bagaria utca                                | 104, 104A, 204 300, 301, 302, 305, 306, 308, 309, 310, 311, 312                                        |
| 11                                      | Budapest, Vízművek                                    | 104, 104A 300, 301, 302, 308, 309, 310, 311                                                            |
| 13                                      | Budapest, Székesdűlő                                  | 104, 104A 300, 301, 302, 308, 309, 310, 311                                                            |
| Budapest–Dunakeszi közigazgatási határa |                                                       | |
| 14                                      | Dunakeszi, Székesdűlő ipartelep                       | 104, 104A 300, 301, 302, 308, 309, 310, 311                                                            |
| 15                                      | Dunakeszi, Vízművek bejárati út                       | 300, 301, 302, 308, 309, 310, 311                                                                      |
| 18                                      | Dunakeszi, városháza                                  | 300, 301, 302, 305, 306                                                                                |
| 19                                      | Dunakeszi, Szakorvosi Rendelő                         | 300, 301, 302, 305, 306, 324, 325, 371                                                                 |
| 21                                      | Dunakeszi, Barátság utca 9.                           | 301, 302, 305, 306, 324, 325, 371                                                                      |
| 22                                      | Dunakeszi, Barátság utca 39.                          | 301, 302, 305, 306, 324, 325, 371                                                                      |
| 23                                      | Dunakeszi, templom végállomás                         | 300, 301, 305, 324, 325, 371                                                                           |